# Canicosa de la Sierra
Canicosa de la Sierra es un municipio y localidad española de la provincia de Burgos, en la comunidad autónoma de Castilla y León. Se encuentra en la comarca de la Sierra de la Demanda.
Habitado en época prerromana, al igual que el resto de la comarca, por la tribu de los Pelendones, éstos dejaron constancia en el castro de Canicosa, apenas perceptible aún. En el siglo XVIII, el rey Carlos IV le concedió licencia para la corta de un determinado número de árboles. Formó parte de la Cabaña Real de Carreteros del Reino, siendo uno de sus más importantes asociados.
A principios de siglo XXI, su economía se basa en las industrias derivadas de la madera y la piedra y en su cabaña ganadera. Entre las celebraciones que tienen lugar a lo largo del año, destacan las fiestas patronales, que se celebran a mediados de agosto en honor a la Virgen del Carrascal y a San Roque.

## Geografía física

### Ubicación

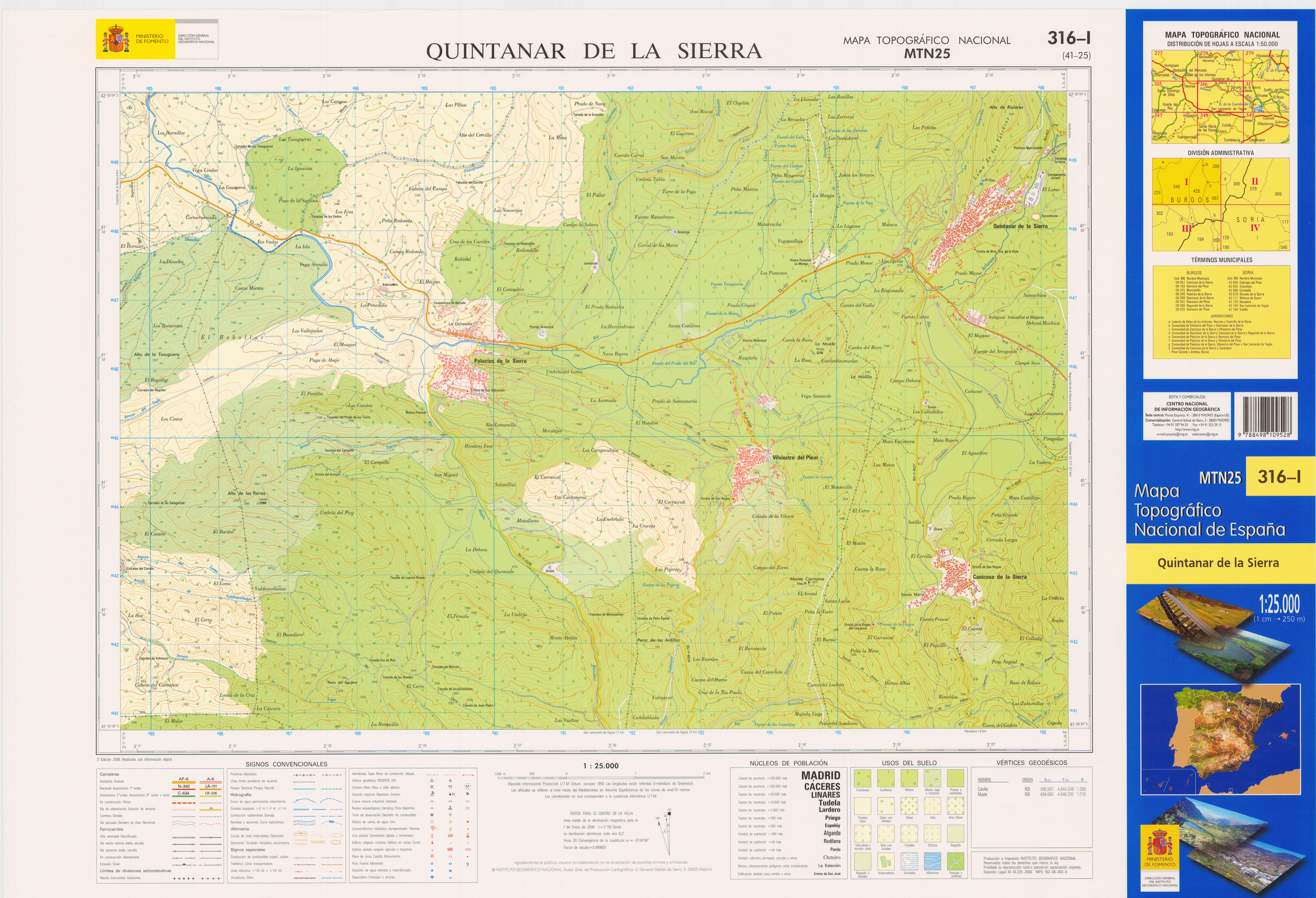
Fragmento de la hoja 316 del Mapa Topográfico Nacional de España de 2006 en el que se representa Canicosa de la Sierra

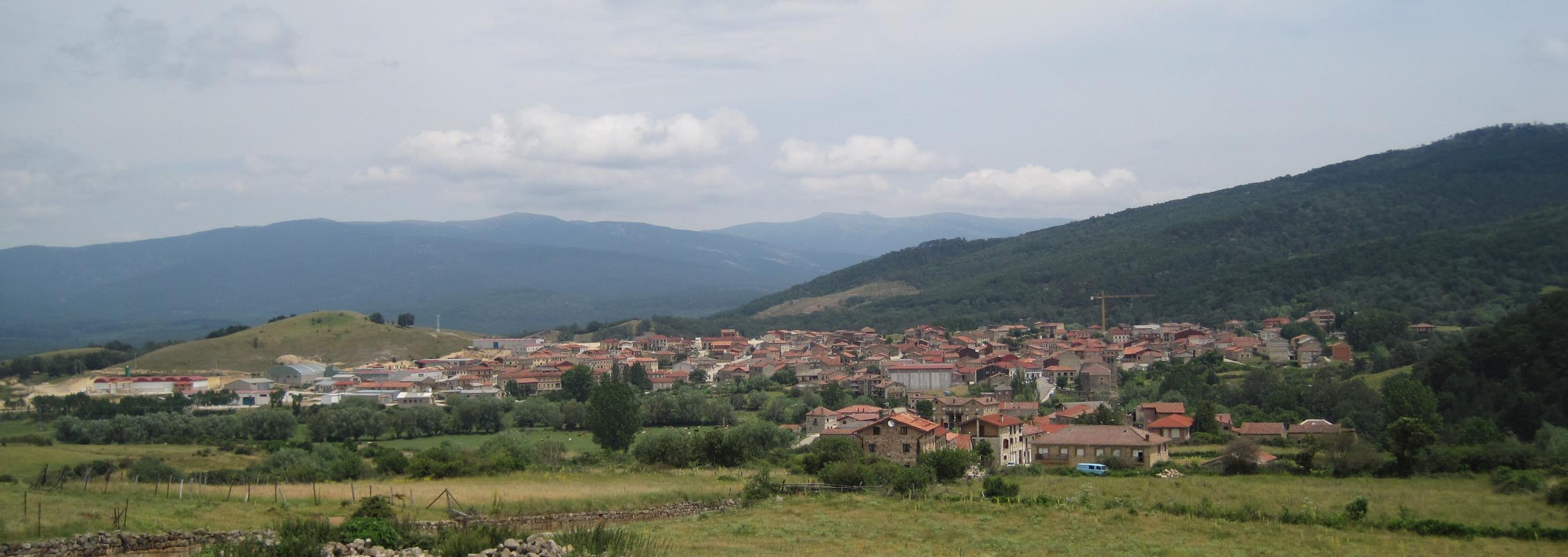
Vista general de Canicosa

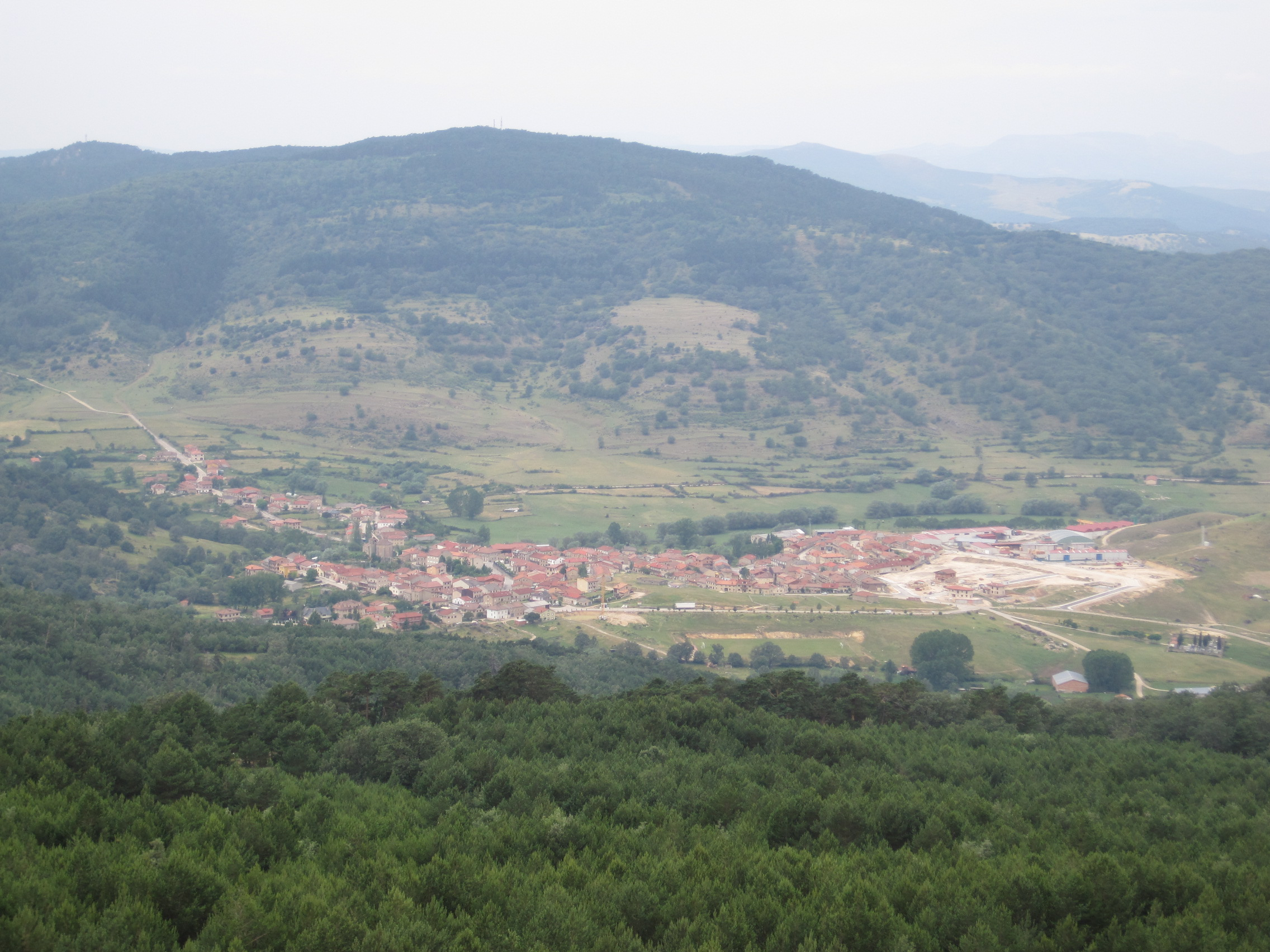
Vista de la localidad desde el monte Araña

Canicosa de la Sierra está situado dentro del sistema Ibérico, en la vertiente sur de las sierras de Neila (también conocida como La Campiña, por ser su cumbre más predominante) y de Urbión y en la falda de las sierras de la Umbría y del Resomo en su vertiente norte dentro de la Comarca de Pinares, a una altitud de 1127 m s. n. m. Se localiza en la subcomarca de la Sierra Alta de Pinares o Pinares Altos, con la cual forma una mancomunidad con una serie de municipios, que se extiende entre las provincias de Soria y Burgos y que supone una extensa masa forestal de pino albar. Su territorio limita al norte con Quintanar de la Sierra, al sur con San Leonardo, Casarejos y Navaleno, al este con Regumiel de la Sierra y Soria (Pinar Grande), y al oeste con Vilviestre del Pinar. El territorio del término municipal está representado en la hoja 316 del Mapa Topográfico Nacional.
| Noroeste: Vilviestre del Pinar | Norte: Quintanar de la Sierra | Noreste: Regumiel de la Sierra |
| Oeste: Vilviestre del Pinar    |                               | Este: Soria                    |
| Suroeste San Leonardo          | Sur: Casarejos, Navaleno      | Sureste: Navaleno              |

### Orografía

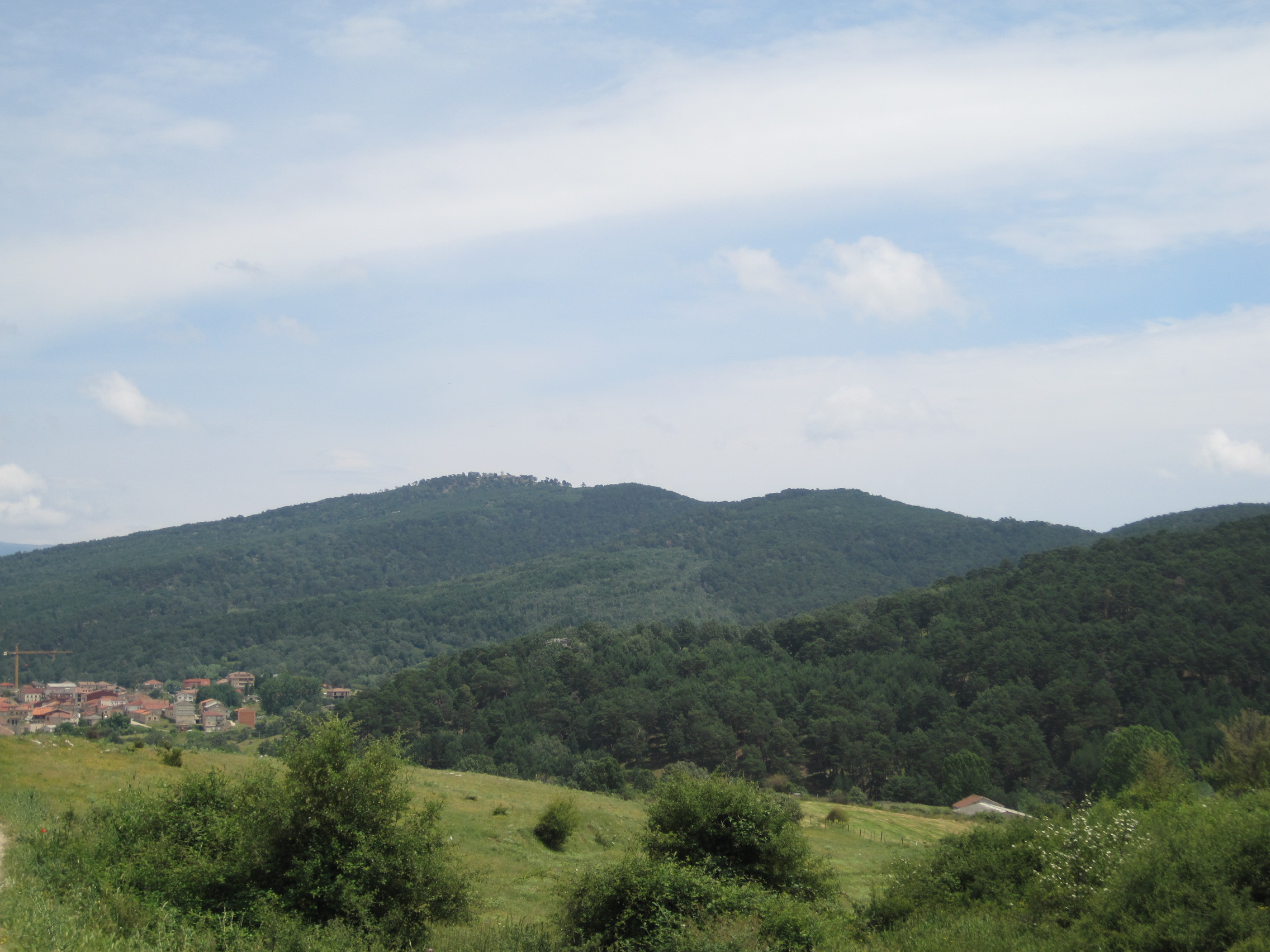
Vista del monte Araña

El pequeño valle donde se asienta la villa está rodeado por las cumbres montañosas de Carmona (1448 m s. n. m.) por poniente y Araña (1492 m s. n. m.) por levante. Toda la zona se encuentra delimitada por las elevadas cumbres de la sierra de la Umbría, del Resomo, de Neila y los Picos de Urbión, donde nacen ríos como el Duero o el Arlanza. En su término municipal se encuentran los vértices geodésicos de Araña, a una altitud de 1492 metros, y de Barbojo, a una altitud de 1347 metros.
Los materiales que podemos encontrar son en su mayoría del Jurásico, aunque a veces afloran materiales de otros períodos (triásico, cretácico, pérmico y pleistoceno). Encontramos cuarcitas conglomeráticas y arcillas arenosas, cuando no predominan terrenos calizos, arenas y areniscas-calizas.

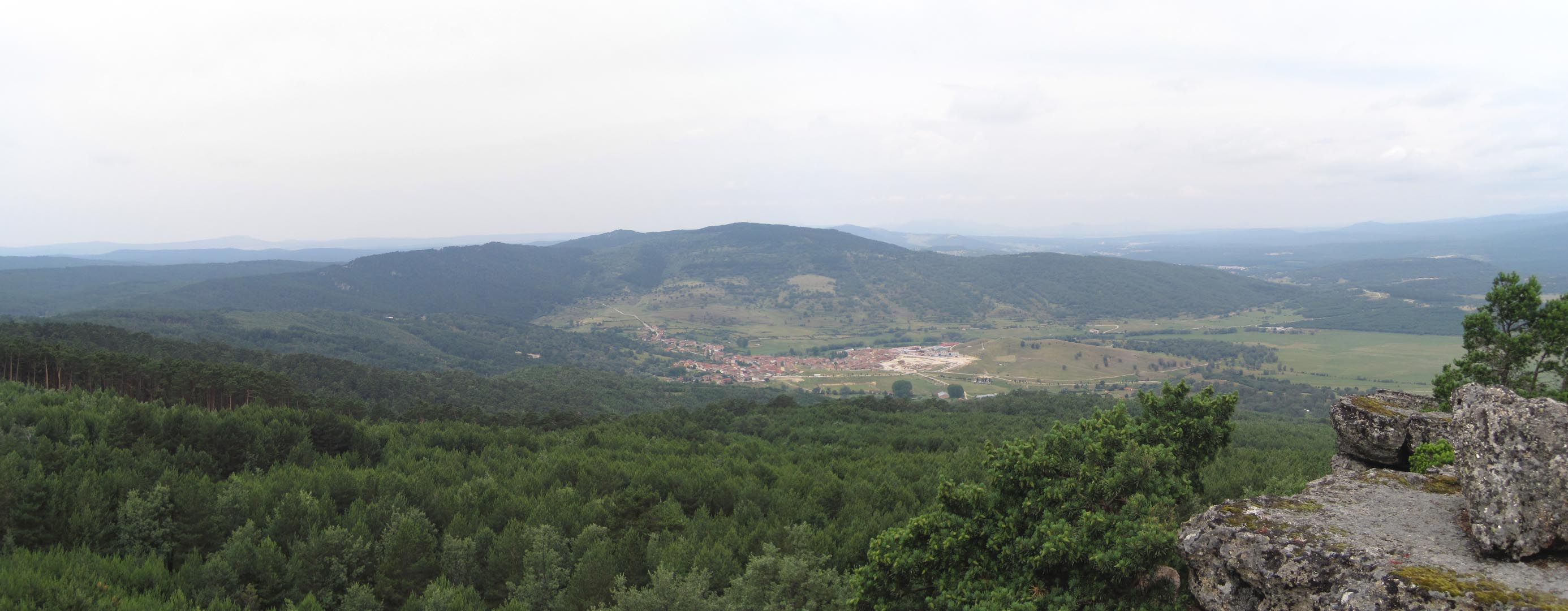
Vista panorámica de Canicosa con el monte Carmona al fondo

### Hidrografía
Los terrenos de Canicosa están bañados por varios arroyos y riachuelos, como los del Moral, la Padúl, Rinieblas, Penedillo y Vadillo, la mayoría de los cuales acaban vertiendo sus aguas al río Arlanza (afluente del Duero), directamente o a través de otros cursos fluviales como el río Zumel, que desemboca en el Arlanza en las cercanías de Quintanar de la Sierra.

### Clima
El clima en el municipio se clasifica como mediterráneo continentalizado, de inviernos fríos con frecuentes heladas y nevadas, y veranos cálidos y secos. La oscilación térmica anual supera los 15 °C mientras que la diaria rebasa en ocasiones los 20 °C. Las precipitaciones se reparten de forma irregular a lo largo del año, con escasez de las mismas en verano, concentrándose al final del otoño, en los meses invernales y al principio de la primavera.
Según la clasificación climática de Köppen Canicosa de la Sierra se encuadra en la variante Csb, es decir, clima mediterráneo de veranos suaves, con la media del mes más cálido no superior a 22 °C pero superándose los 10 °C durante cinco o más meses. Sobre la base de los datos de las estaciones meteorológicas situadas en Hontoria del Pinar y la propia Canicosa de la Sierra, los parámetros climáticos promedio aproximados del municipio son los siguientes:
| Parámetros climáticos promedio de Hontoria del Pinar (temperaturas) y Canicosa de la Sierra (precipitaciones)                     | Parámetros climáticos promedio de Hontoria del Pinar (temperaturas) y Canicosa de la Sierra (precipitaciones) | Parámetros climáticos promedio de Hontoria del Pinar (temperaturas) y Canicosa de la Sierra (precipitaciones) | Parámetros climáticos promedio de Hontoria del Pinar (temperaturas) y Canicosa de la Sierra (precipitaciones) | Parámetros climáticos promedio de Hontoria del Pinar (temperaturas) y Canicosa de la Sierra (precipitaciones) | Parámetros climáticos promedio de Hontoria del Pinar (temperaturas) y Canicosa de la Sierra (precipitaciones) | Parámetros climáticos promedio de Hontoria del Pinar (temperaturas) y Canicosa de la Sierra (precipitaciones) | Parámetros climáticos promedio de Hontoria del Pinar (temperaturas) y Canicosa de la Sierra (precipitaciones) | Parámetros climáticos promedio de Hontoria del Pinar (temperaturas) y Canicosa de la Sierra (precipitaciones) | Parámetros climáticos promedio de Hontoria del Pinar (temperaturas) y Canicosa de la Sierra (precipitaciones) | Parámetros climáticos promedio de Hontoria del Pinar (temperaturas) y Canicosa de la Sierra (precipitaciones) | Parámetros climáticos promedio de Hontoria del Pinar (temperaturas) y Canicosa de la Sierra (precipitaciones) | Parámetros climáticos promedio de Hontoria del Pinar (temperaturas) y Canicosa de la Sierra (precipitaciones) | Parámetros climáticos promedio de Hontoria del Pinar (temperaturas) y Canicosa de la Sierra (precipitaciones) |
| Mes | Ene. | Feb. | Mar. | Abr. | May. | Jun. | Jul. | Ago. | Sep. | Oct. | Nov. | Dic. | Anual |
| --- | --- | --- | --- | --- | --- | --- | --- | --- | --- | --- | --- | --- | --- |
| Temp. media (°C) | 2.10 | 3.20 | 5.30 | 7.10 | 11 | 15.30 | 18.90 | 18.70 | 15 | 10.10 | 5.90 | 3.20 | 9.7 |
| Precipitación total (mm) | 86.60 | 77.60 | 53.80 | 75.50 | 82.60 | 51.60 | 26.20 | 26.40 | 49.70 | 79.10 | 85.80 | 107.80 | 802.7 |
| Fuente: Ministerio de Agricultura, Alimentación y Medio Ambiente. Datos de precipitación (1967-2003) y de temperatura (1967-2003) | | | | | | | | | | | | | |

## Naturaleza
Flora

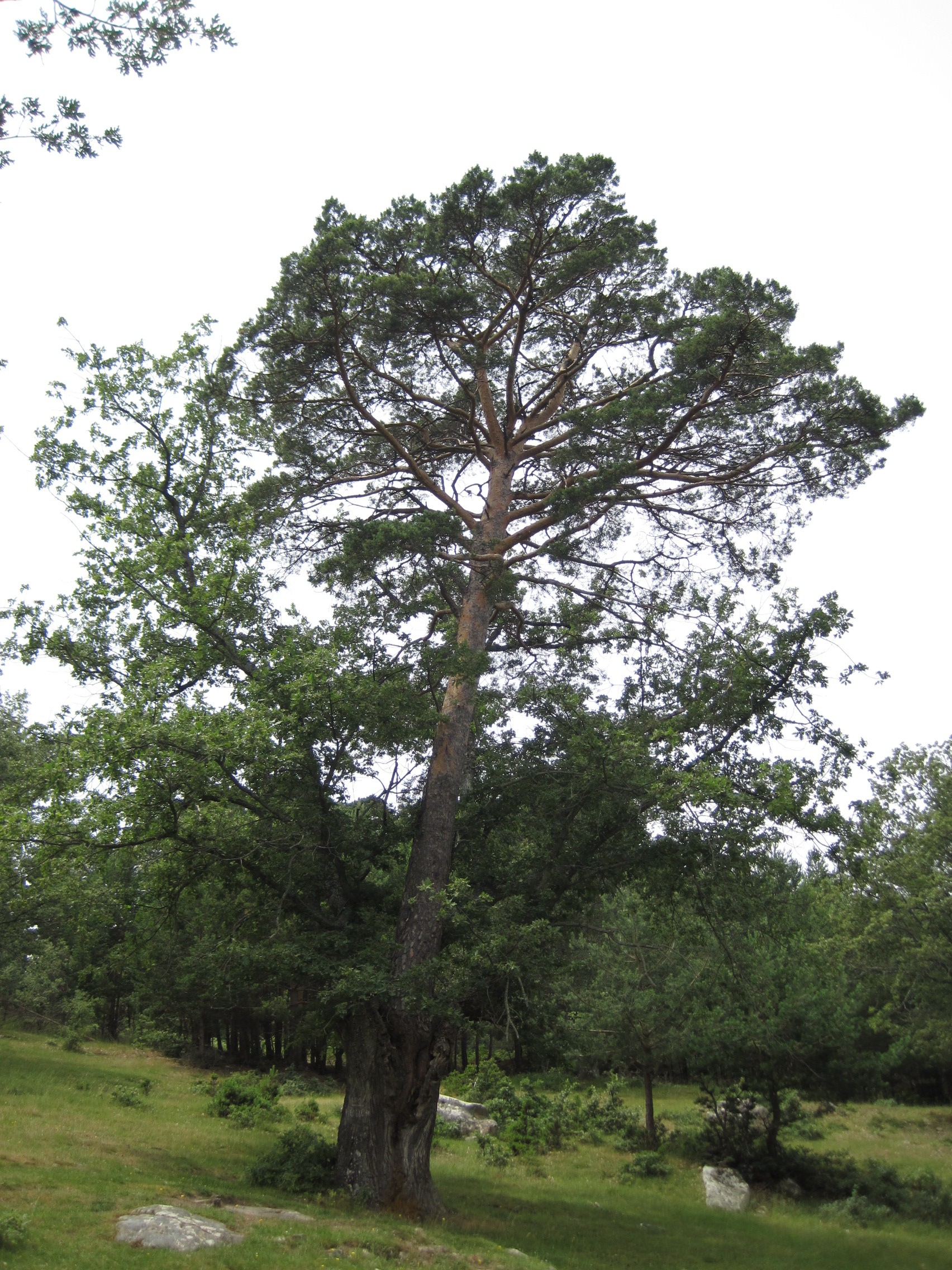
El pino-roble en época estival

La flora de la zona está condicionada por el clima de montaña, donde las coníferas (pino albar) han ido ocupando poco a poco el hábitat de las frondosas caducifolias, como las hayas y rebollos, dando lugar al nombre de la zona, Tierra de Pinares. En las laderas soleadas de La Muela del Carrascal, de gran sequedad en el verano, crecen encinas, quejigos y aliagas.
El Pino-Roble
Entre la flora de la zona se encuentra una rareza de la naturaleza, un árbol geminado catalogado como uno de los árboles singulares de España y localizado en el paraje "El Piquillo". En éste se localiza una dehesa de rebollos en la cual encontramos esta curiosidad. En la oquedad de un viejo roble enraizó y creció un pino albar que año a año ha ido acelerando el desgaste del árbol que le acogió.
Cuenta la leyenda que una ardilla, entre otros despojos que le sirvieron de sustrato, dejó los restos de una piña en la oquedad del roble, hasta que la simiente germinó convirtiéndose en el pino, que mide 15 metros de altura y 2 metros de perímetro, reventando al viejo roble que le dio cobijo.

## Historia

### Edad Antigua

Mapa de distribución de los pueblos celtíberos
Pelendones

El territorio donde hoy se sitúa la comarca de la Sierra de la Demanda fue habitado por la tribu celtíbera de los Pelendones hasta la llegada de los romanos. Representativo de los mismos es la llamada Cultura de los Castros Sorianos, caracterizada por la abundancia de estos asentamientos en esta provincia, cercana a la sierra burgalesa. Con la paz romana, los pueblos que habitaban las montañas descendieron a los valles. En el caso de Canicosa, debió de instaurarse un nuevo asentamiento en el valle debajo de Las Muelas. Como referencia más significativa, una estela situada en la antigua entrada a la iglesia, de procedencia desconocida, y que representa un guerrero.[cita requerida]

### Edad Media

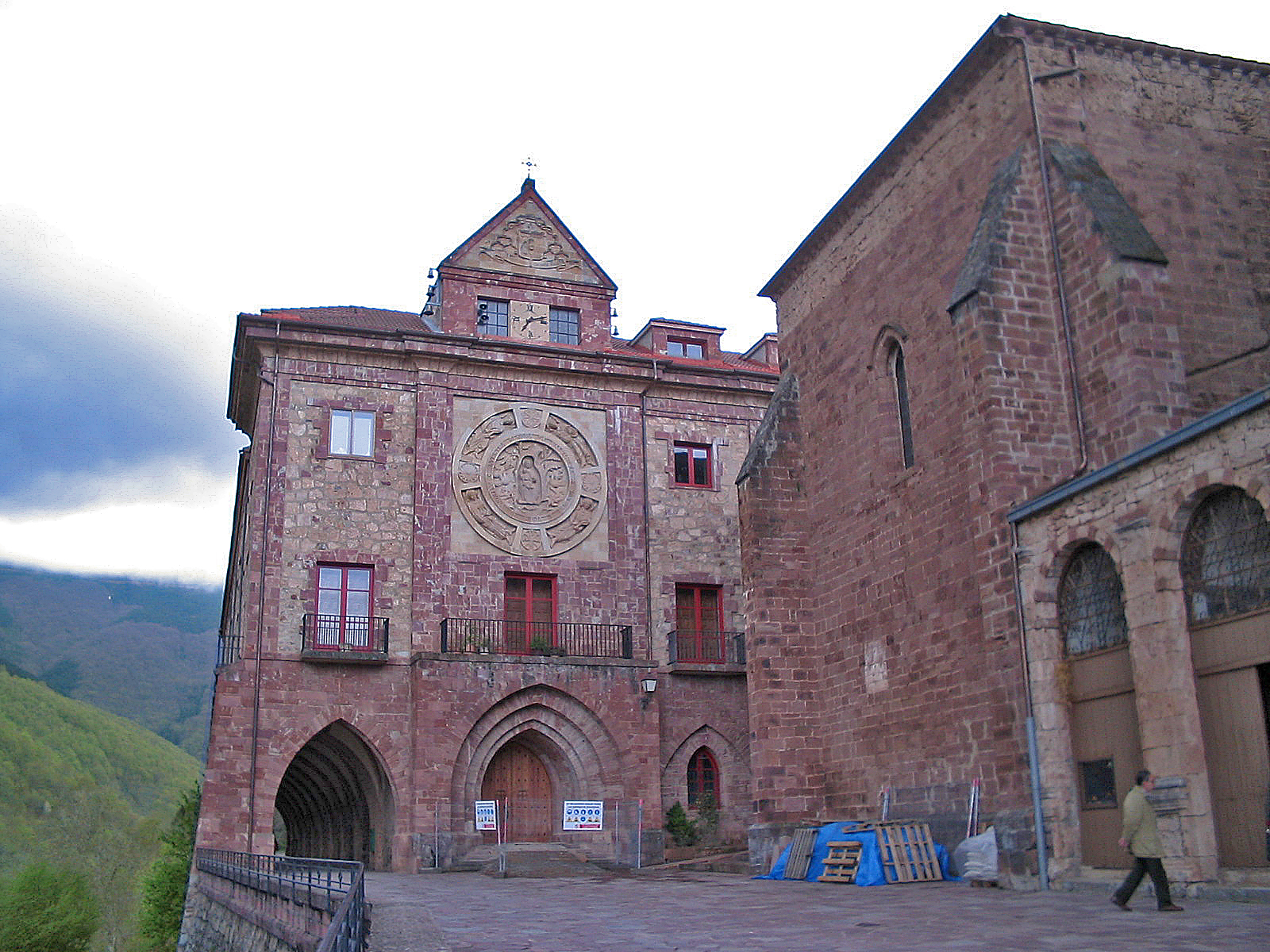
Fachada del monasterio de Valvanera (Anguiano, La Rioja), bajo cuya tutela estuvo la ermita del Carrascal

En textos oficiales, Canicosa aparece perteneciente al Alfoz de Lara en 1068, aunque es de suponer que ya anteriormente pertenecía a esa jurisdicción.
De forma legendaria está presente en textos como el cantar de gesta de los Siete Infantes de Lara. Es citado por D. Ramón Menéndez Pidal en su obra: La leyenda de los infantes de Lara.
La memoria popular afirma que el Cid la hubiera incluido en su camino hacia Zaragoza. En 1140 se cita la administración de la ermita del Carrascal bajo tutela del Monasterio de Valvanera, a partir de una donación de Alfonso VII.

### Edad Moderna
Durante el periodo comprendido entre 1785 y 1833 fue villa, denominada entonces Canicosa, encuadrada en la categoría de pueblos solos del partido de Aranda de Duero, jurisdicción de realengo con Alcalde Ordinario. No existen más datos, excepto apuntes sobre las cofradías, hasta que en 1753 tiene lugar el Catastro del Marqués de la Ensenada, y de 1792 data la carta de Carlos IV en la cual concede licencia para la corta en entresaca de 2500 pinos, a fin de mantener y conservar los montes, como exigía la real ordenanza, privilegio que se mantiene en la actualidad.

### Edad Contemporánea
En el siglo XIX se menciona al Cura Merino, que estuvo alojado en un campamento cerca de la Peña de La Mina. Este personaje fue un azote continuo para las tropas francesas y tuvo su cuartel en Neila. No hay datos acerca de si su campamento tuvo que ver más con su época independentista, la época absolutista, o la carlista, y también se desconoce la inclinación política del pueblo al dar cobijo al famoso guerrillero. Al mismo tiempo, durante la primera guerra carlista, el carlista Juan Manuel Balmaseda hizo de este territorio parte de su campo de actuación.
Con la Constitución de 1812 de Cádiz quedó constituido como ayuntamiento constitucional del mismo nombre, en el partido de Salas de los Infantes y perteneciente a la región de Castilla la Vieja.

## Demografía
Canicosa de la Sierra cuenta con una población de 425 habitantes (INE 2024).
| Gráfica de evolución demográfica de Canicosa de la Sierra entre 1842 y 2021 |
| |
| Población de derecho según los censos de población del INE. Población de hecho según los censos de población del INE.En estos censos se denominaba Canicosa: 1842, 1857 y 1860. Entre el censo de 1857 y el anterior, crece el término del municipio porque incorpora a Regumiel de la Sierra. Entre el censo de 1930 y el anterior, disminuye el término del municipio porque independiza a Regumiel de la Sierra. |

Evolución de la población
Desde la Edad Media, y debido al desarrollo de la carretería, el índice de crecimiento de la población debió crecer, aunque lentamente debido a las pestes y epidemias que azotaron estas tierras a lo largo de los siglos XVI y XVII, a los conflictos bélicos, a la pérdida de privilegios de los carreteros en el siglo XIX, y al estancamiento de los transportes desde la segunda mitad de dicho siglo.

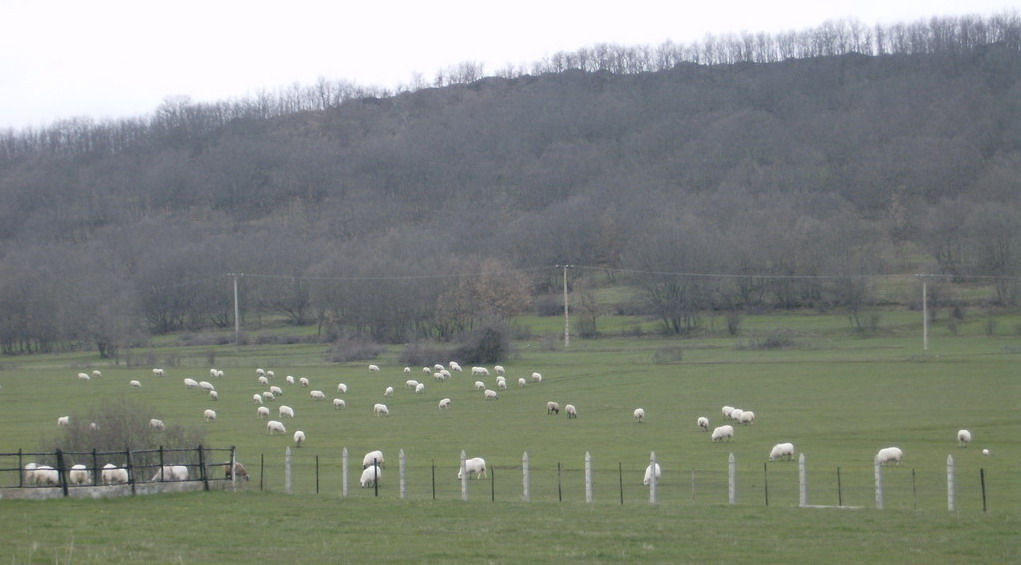
Rebaño de ovejas en los campos

Su población muestra cierta estabilidad hasta los años 1960, momento en el cual su número de habitantes comienza a descender debido a la emigración a los grandes núcleos como Madrid o Barcelona. Desde entonces ha sufrido un paulatino descenso de la población, que a pesar de continuar, se ha moderado, siendo predominante el grupo de población envejecida.

### Comunicaciones
Canicosa de la Sierra está comunicada con el resto de poblaciones de la comarca mediante la carretera autonómica  CL-117 , que conecta Salas de los Infantes con Abejar (a través de los cuales es posible llegar a Burgos y Soria) y a la que se accede por la carretera   BU-V-8227 , que parte del pueblo. Por otra parte, Canicosa también está conectada con la localidad soriana de Navaleno por la carretera local que atraviesa el cerro del Cargadero.

### Economía

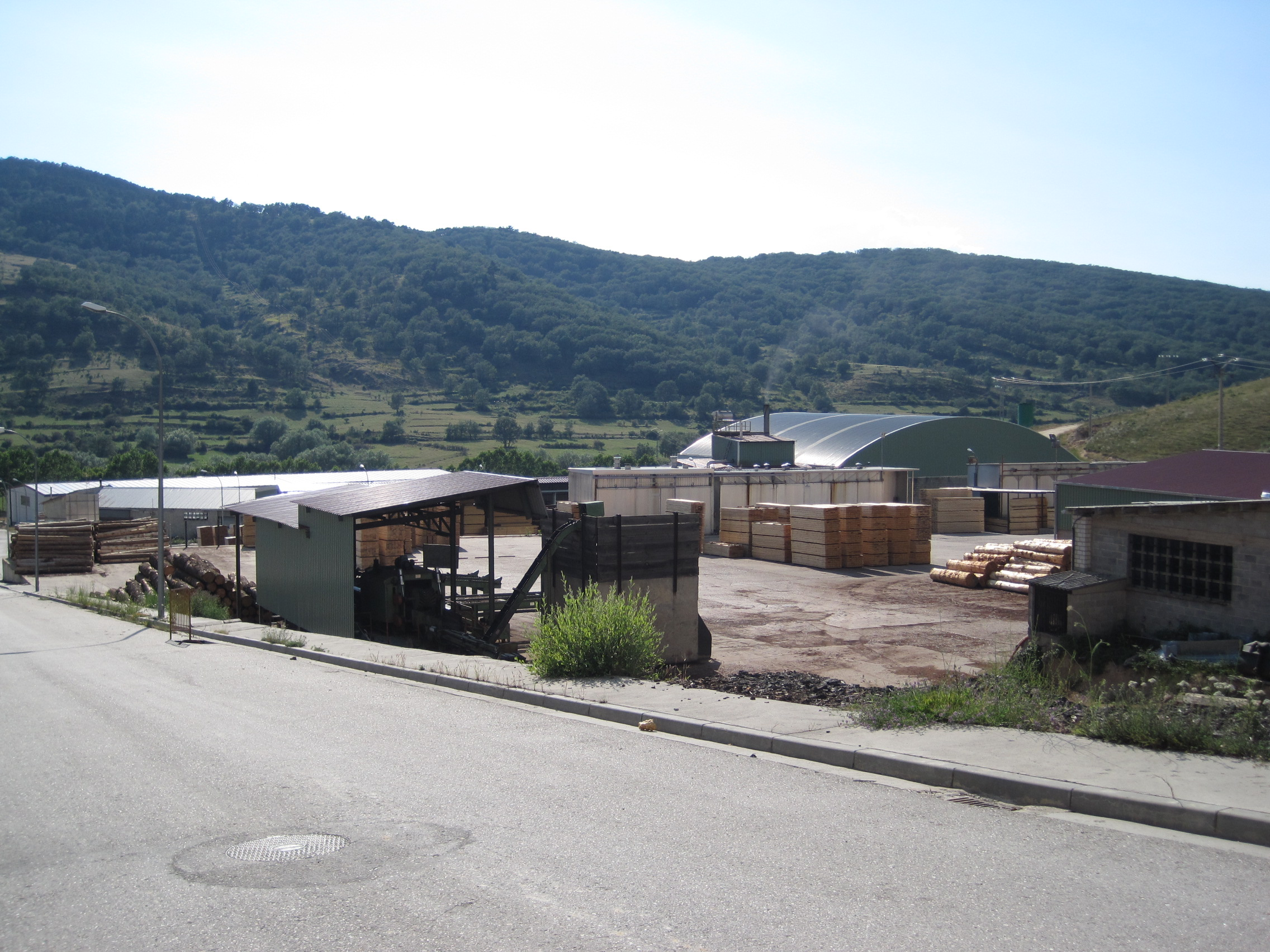
Los bosques de pino albar constituyen la materia prima para la industria maderera de la localidad

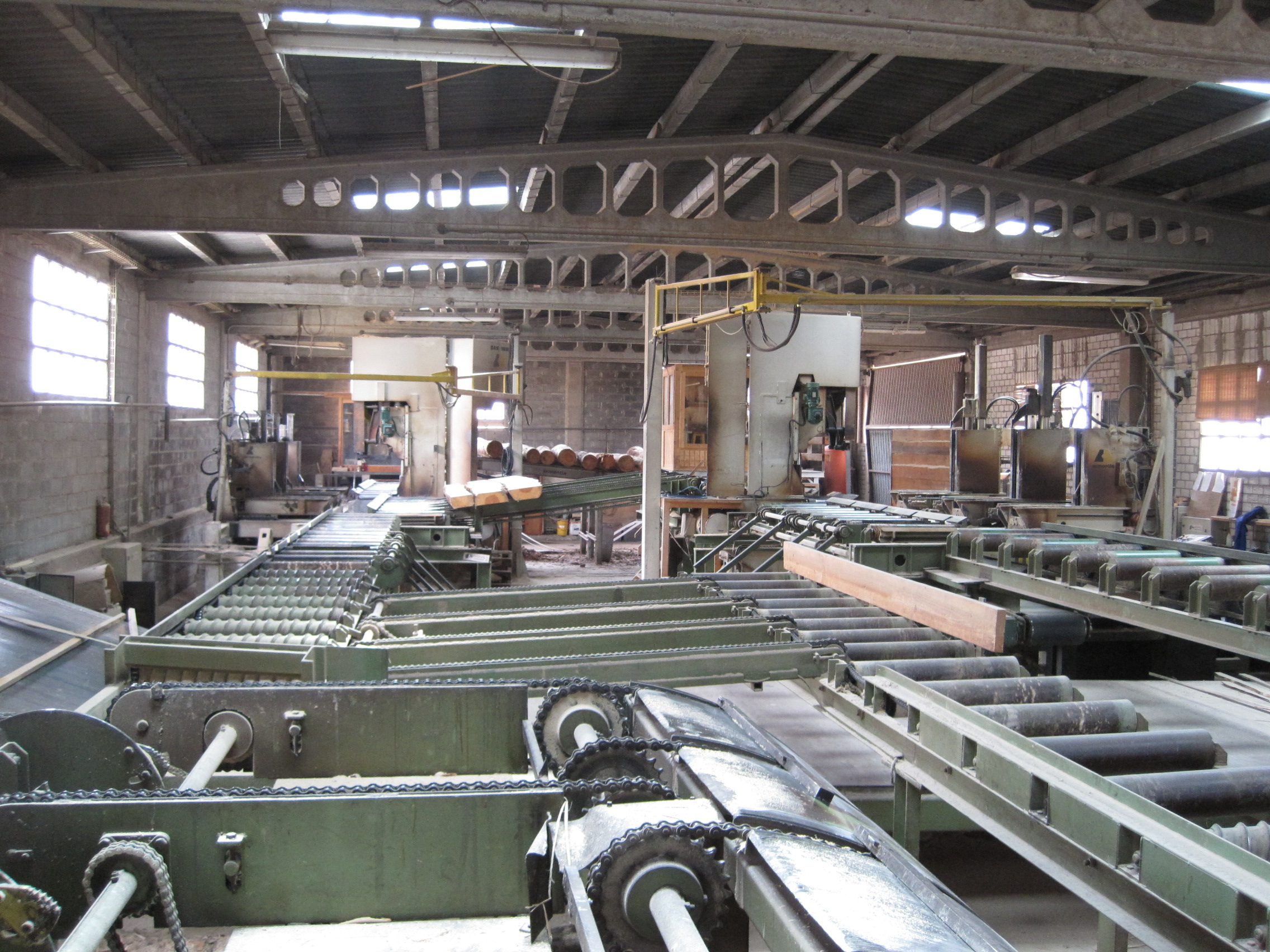
Interior de una de las empresas de transformación de la madera

La distribución general de la tierra se conforma de la siguiente manera: un 69% de superficie cuenta con especies forestales, un 26% de pastos, un 3,27% de espacios no agrícolas, y un 1,73% de herbáceos (fundamentalmente trigo y cebada).
Puede decirse, por tanto, que el recurso económico por excelencia es el aprovechamiento de la madera. La vida de los vecinos ha estado fuertemente ligada al pinar, con extensas masas declaradas de utilidad pública y ordenadas. Debido a ello, la industria de transformación de la madera se ha desarrollado notablemente, a la que hay que añadir pequeñas industrias dedicadas a la extracción y transformación de piedra ornamental, así como una cantera de áridos. El municipio cuenta con el polígono industrial El Vallejo, con más de 96 000 m² de superficie.
En relación con la ganadería, las especies presentes en la comarca son vacuno, ovino y caballar. Se trata de ganadería extensiva y no estabulada, de alta montaña. También destacable es la riqueza y gran variedad micológica; así, la recolección de los hongos silvestres comestibles, principalmente Boletus edulis y Níscalos, ha experimentado un fuerte crecimiento, generando un destacado valor económico, comercial y recreativo.
En cuanto a la distribución de los trabajadores por sectores, un 36,6% se dedica a los servicios, un 35,4% a industria, un 17,1% a la construcción, y un 11% a la agricultura.

## Administración y política

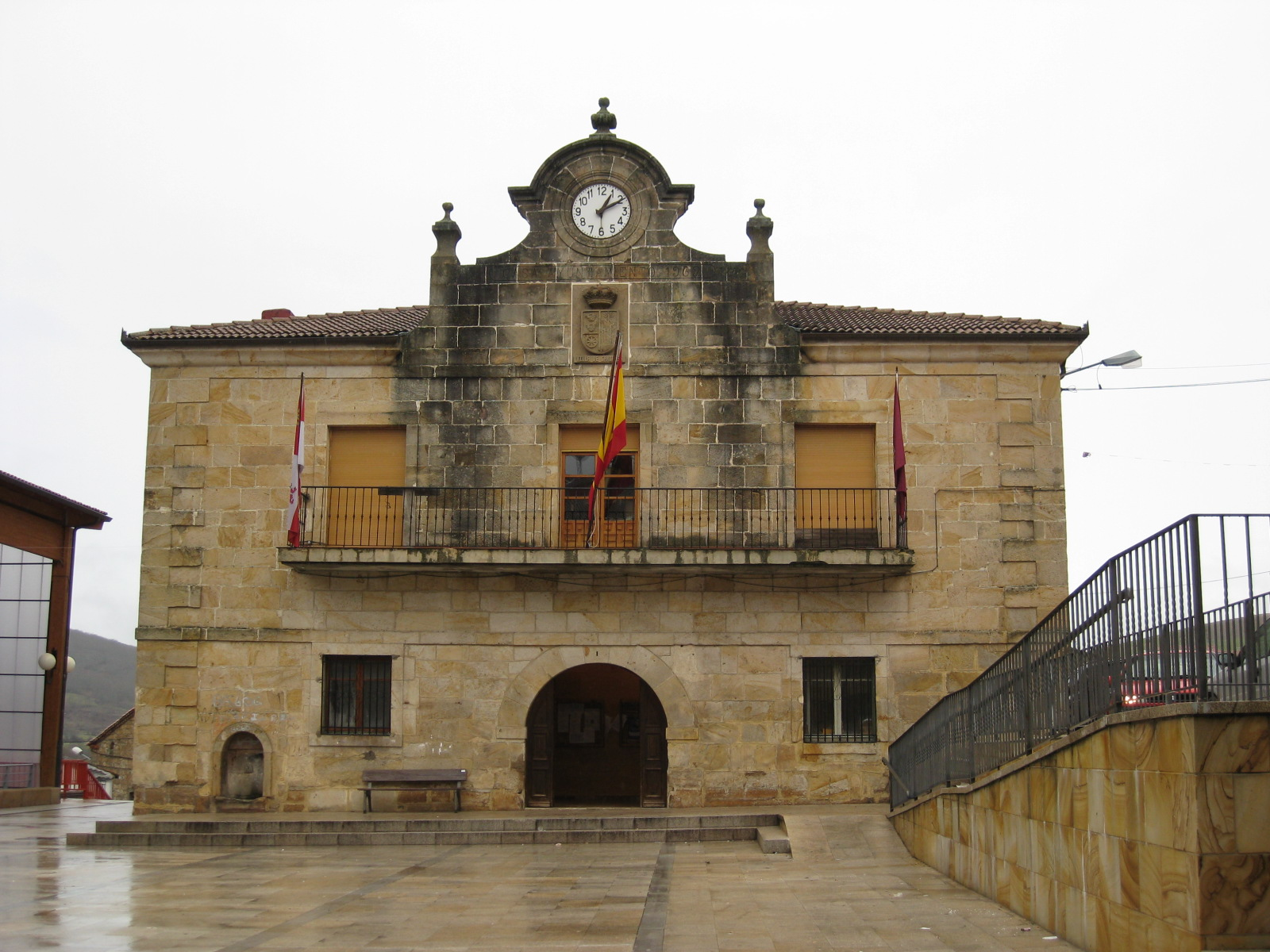
Edificio del ayuntamiento

La administración política del municipio se realiza a través de un ayuntamiento de gestión democrática, cuyos componentes se eligen cada cuatro años por sufragio universal. El censo electoral está compuesto por todos los residentes empadronados en Canicosa, mayores de 18 años y con nacionalidad de cualquiera de los países miembros de la Unión Europea. Según lo dispuesto en la Ley del Régimen Electoral General, que establece el número de concejales elegibles en función de la población del municipio, la corporación municipal está formada por 7 ediles, los cuales, en la actual legislatura (2011-2015), se distribuyen de la siguiente forma: 
| Partido político          | 2011    | 2011       |
| Partido político          | % votos | Concejales |
| Partido Popular (PP)      | 74,59%  | 6          |
| Partido Castellano (PCAS) | 22,16%  | 1          |

## Equipamientos y servicios
Educación
Canicosa cuenta con un centro de educación infantil y primaria, dependiente del C.R.A. Sierra de Pinares, ubicado en Vilviestre del Pinar.
Sanidad
Canicosa no cuenta con un centro de salud propio por lo que sus habitantes han de acudir al de Quintanar de la Sierra, en el cual se centraliza una zona básica de salud la cual engloba, además de Quintanar de la Sierra, los municipios de Canicosa de la Sierra, Neila, Palacios de la Sierra, Regumiel de la Sierra y Vilviestre del Pinar.
Servicios sociales
En cuanto a servicios sociales, la localidad cuenta con una residencia de ancianos, de titularidad privada, que dispone de 50 plazas.

## Cultura

### Patrimonio
Iglesia

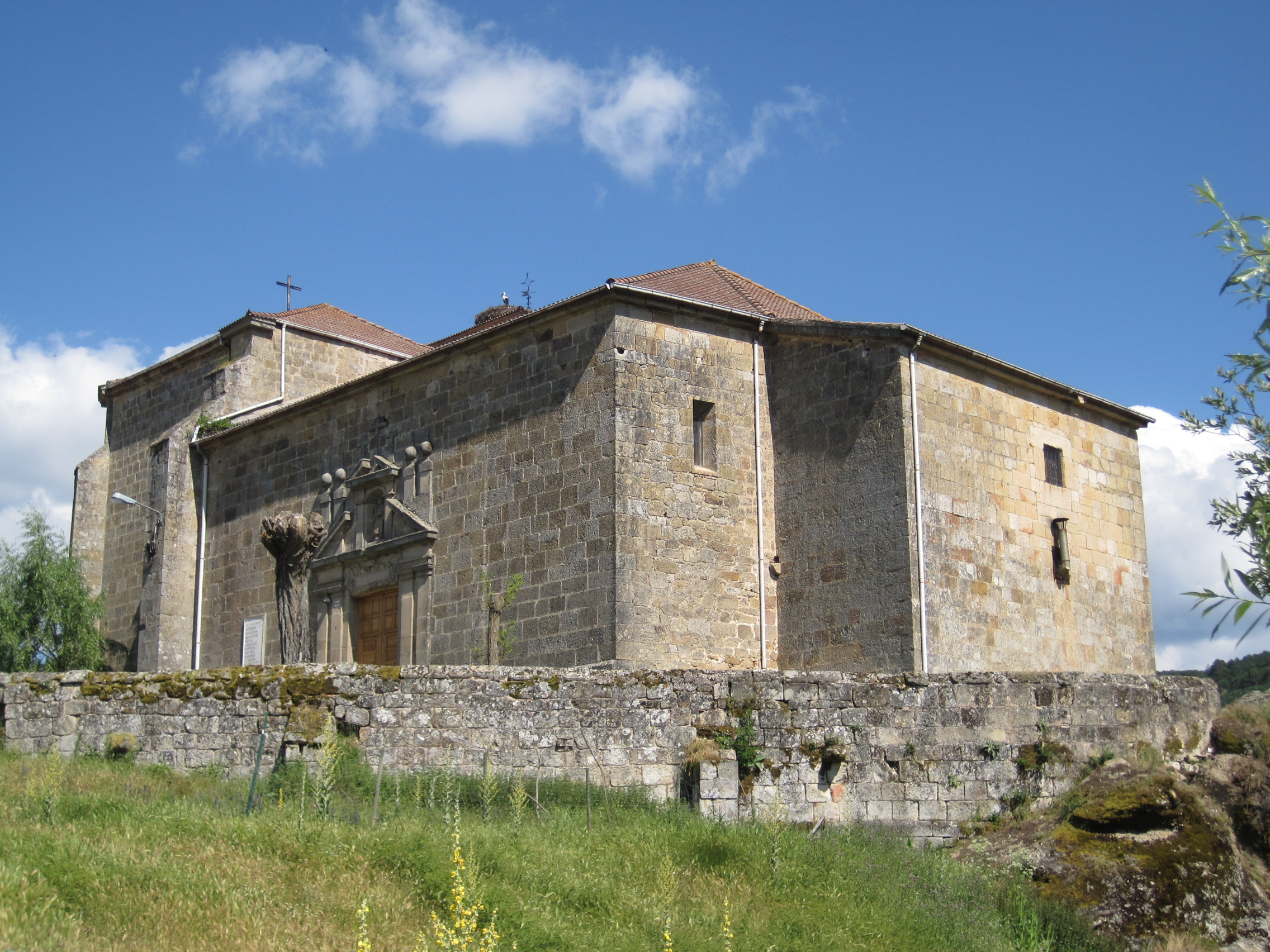
Vista de la iglesia

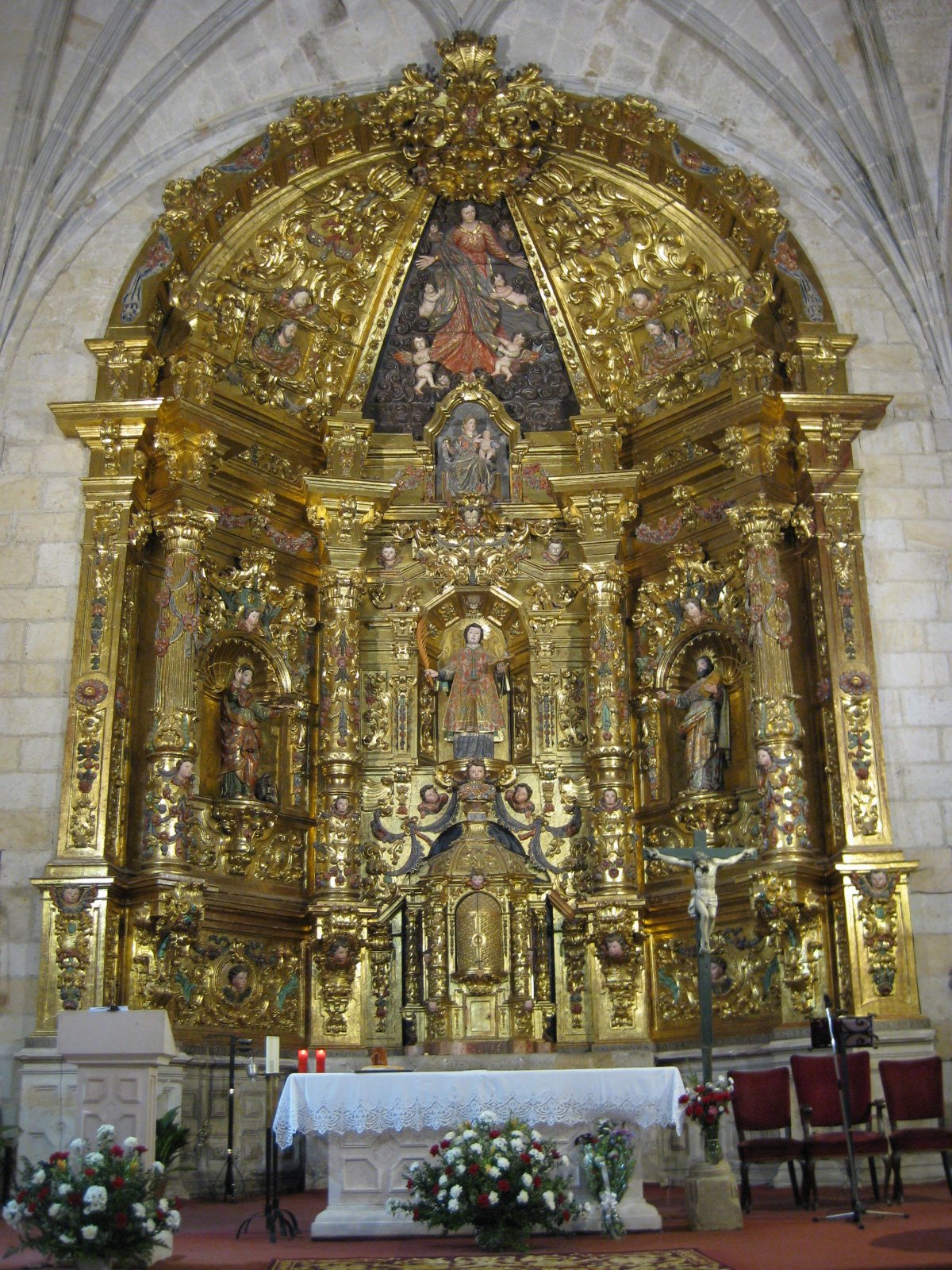
Retablo del altar mayor de la iglesia, con la imagen de San Esteban en el centro

En sus orígenes, una iglesia rupestre dio paso a una estructura visigoda, sobre la cual, en el siglo XVI, se levantó la nueva iglesia, compendio de diversas arquitecturas posteriores. En la puerta trasera destaca una figura iconográfica asociada con la losa de una tumba celtíbera.
Ermita de San Roque
Pequeña ermita dedicada al santo.
Ermita del Carrascal

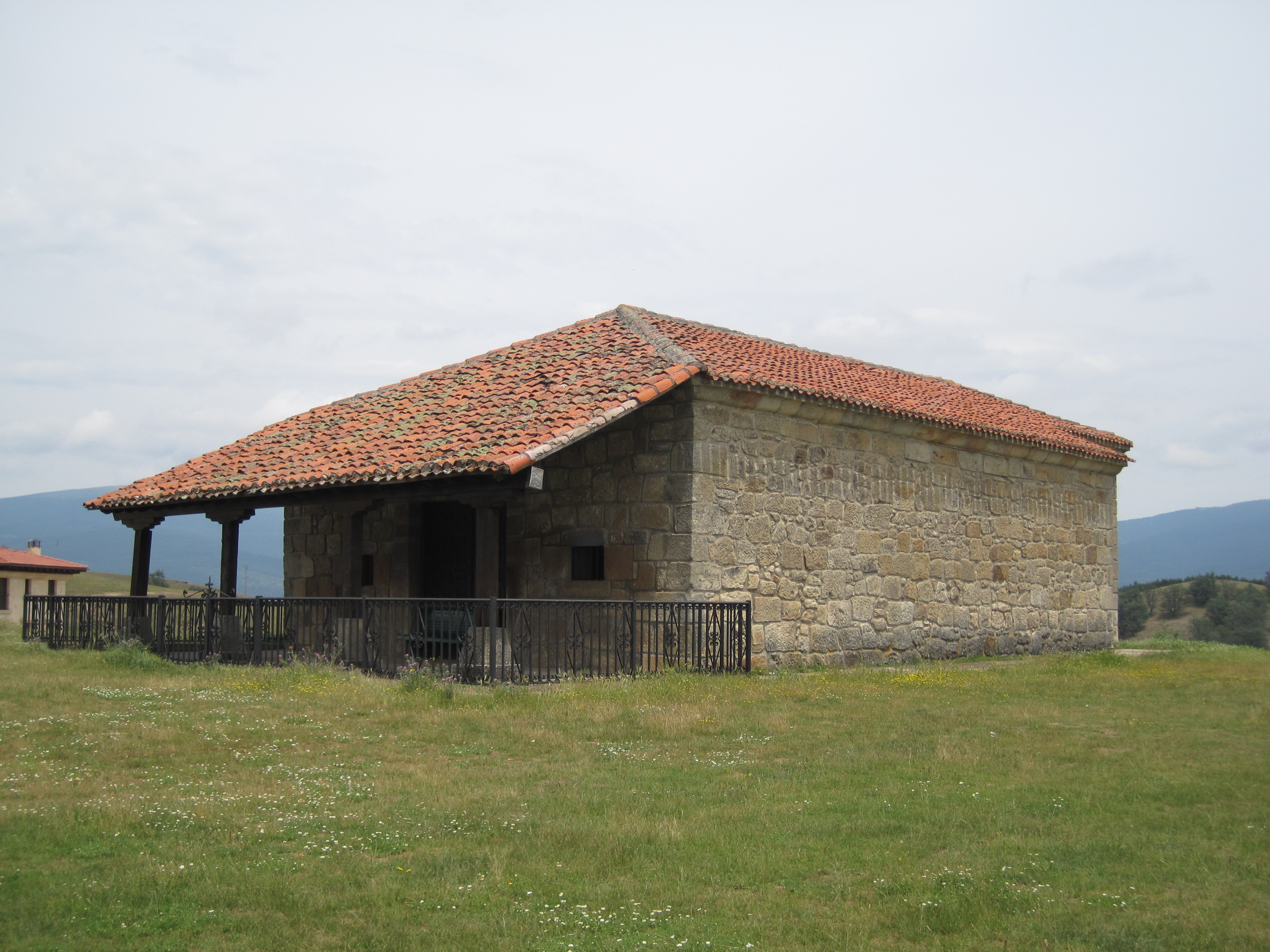
Ermita de San Roque.

Se localiza en el monte, en el lugar donde, según la leyenda, una vaca fue recuperada milagrosamente y su pastor, intrigado por el milagro, encontró la talla, que permanece en el mismo lugar pero cobijada en la ermita.
Ermita de San Bartolomé
Ermita de la Veracruz
Castro de Canicosa

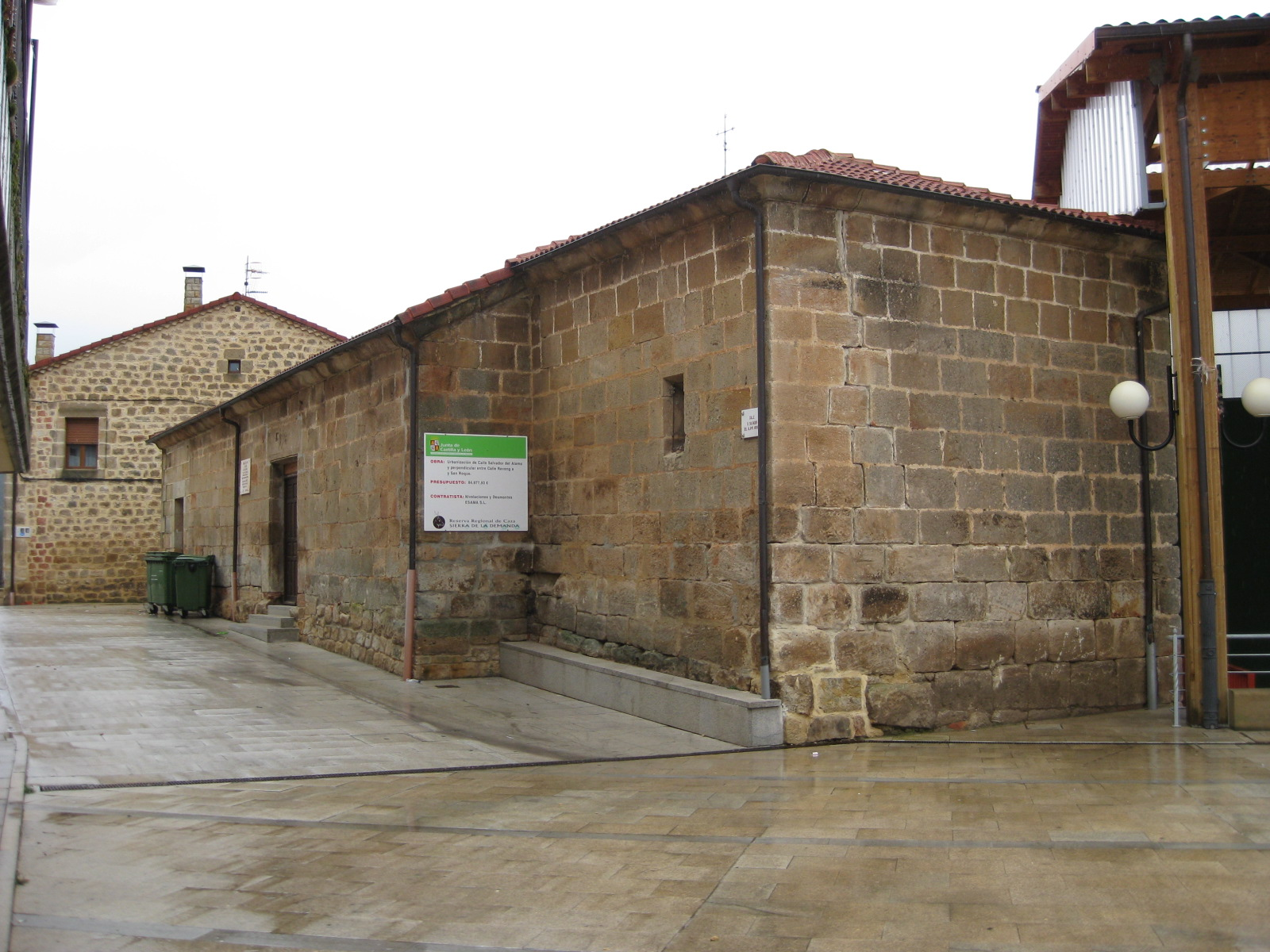
Edificio de la antigua ermita de la Veracruz.

Se encuentra en las alturas del pueblo, donde los antiguos celtíberos establecieron un asentamiento del cual son aún visibles los restos de su muralla.[cita requerida] También, y durante la Guerra de la Independencia, el Cura Merino hizo uso de él.
Casas carreteras
Se pueden observar tres casas adyacentes, claros ejemplos de la antigua arquitectura adaptada al estilo de vida de sus habitantes, con su característico tejado de gran vuelo y el enorme porche donde cobijaban los carros.

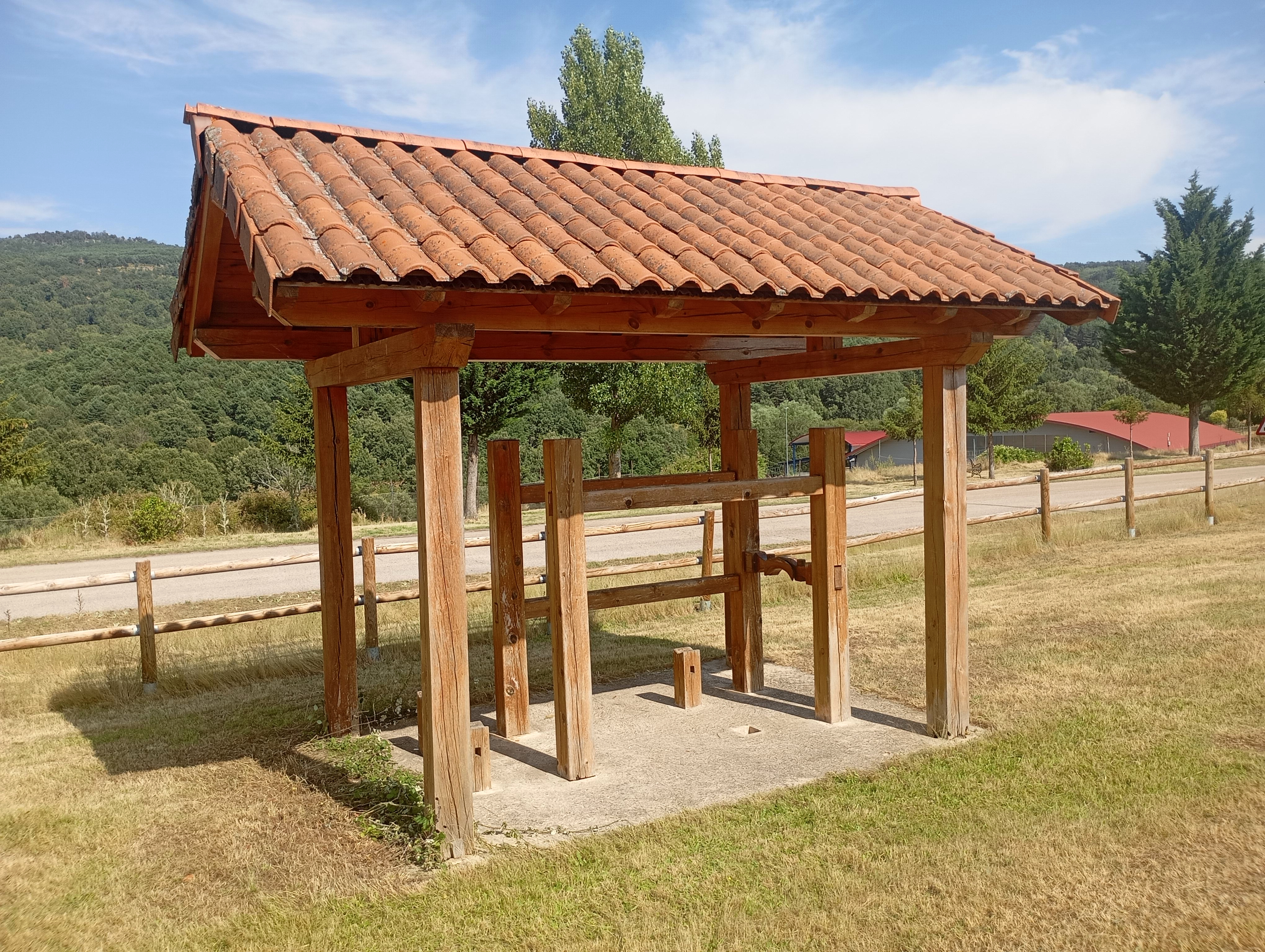
Potro de herrar de Canicosa

Potro de herrar

### Revenga
Revenga, también llamado Comunero de Revenga, es un terreno sobre el que comparten jurisdicción los municipios de Canicosa de la Sierra, Quintanar de la Sierra y Regumiel de la Sierra. Cada año, uno de los tres municipios administra los bienes y propiedades del Comunero y se encarga de preparar la fiesta que se celebra el último sábado del mes de mayo.
El Comunero se encuentra en un terreno cubierto de pinares, en el que se levanta una pequeña ermita y una casona comunal del siglo XVIII, que sirve de albergue, rodeados de una pradera atravesada por el río Torralba. En el entorno de la ermita también hay una necrópolis con tumbas antropomórficas cavadas en la roca, orientadas de este a oeste, y que al parecer estaban cubiertas por una losa, desaparecida en su mayoría, de posible origen alto medieval, visigodo o mozárabe.

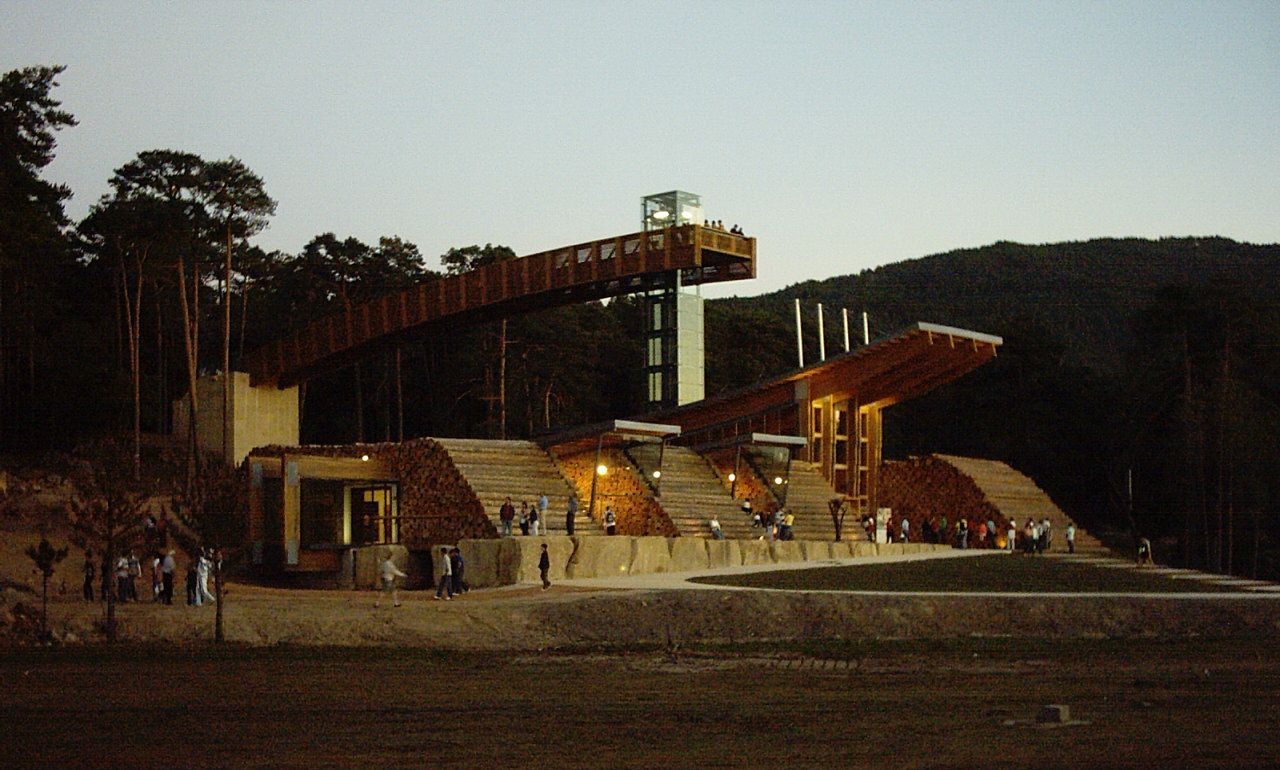
Casa de la Madera al atardecer

Desde hace poco tiempo se levanta en sus terrenos la Casa de la Madera y un parque de multiaventura forestal. Se trata de una serie de iniciativas que fomentan el turismo sostenible y permiten a la zona un mayor desarrollo económico, a la par que se busca conservar un patrimonio actualmente en deterioro.

### Cofradías

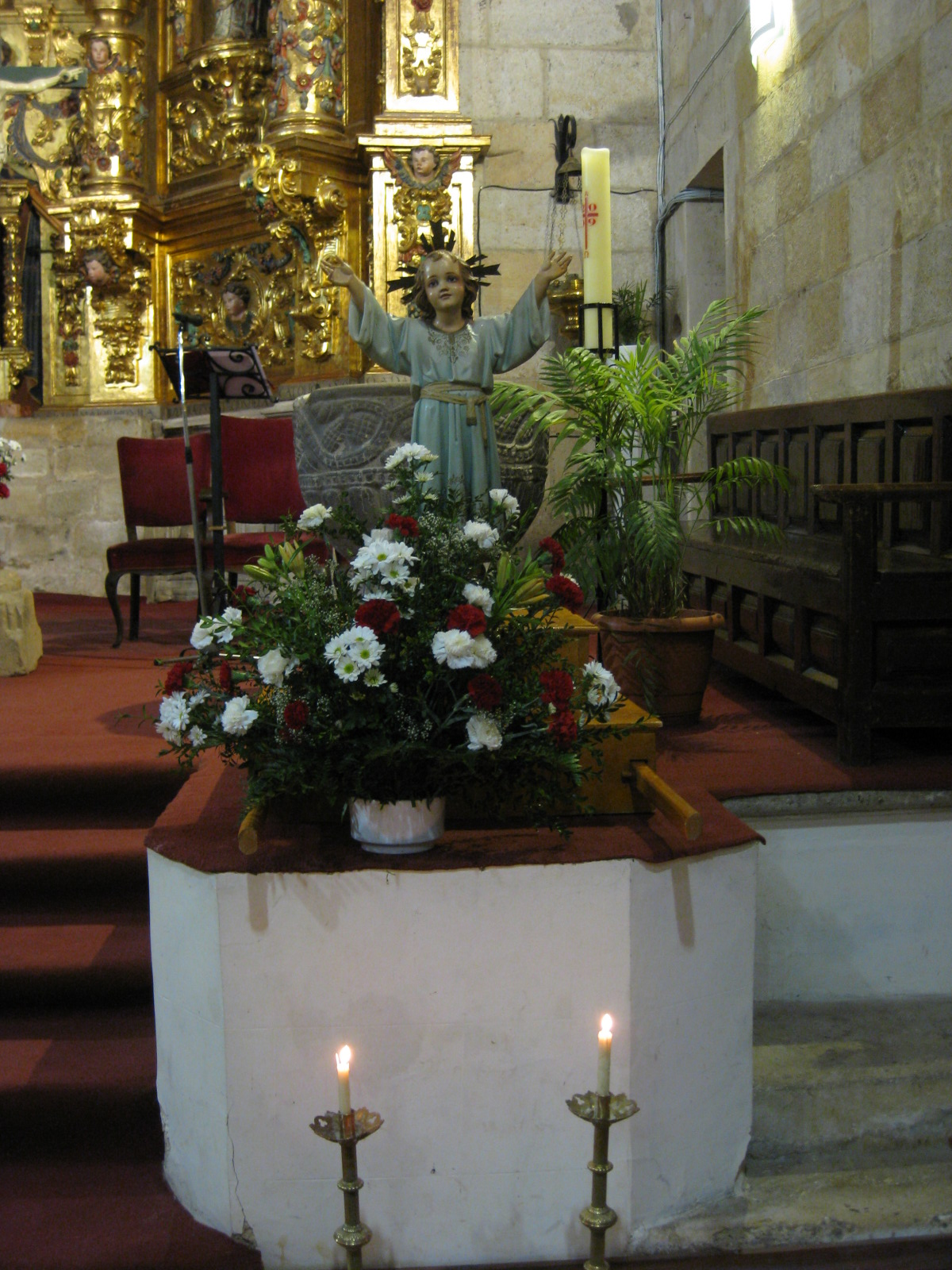
Imagen del Dulce Nombre, titular de la cofrafía homónima

Una de las tradiciones con más historia en Canicosa es la de las cofradías. Está constatada la existencia de varias de ellas (Veracruz, Nuestra Señora del Rosario, San Sebastián y San Fabián, San Bartolomé, Nuestra Señora del Carrascal), pero de las cuales tan sólo perviven la de San Sebastián y la de San Bartolomé, rebautizada esta hacia 1930 con el nombre de Dulce Nombre de Jesús. Siguiendo con una tradición que se remonta al siglo XVI, durante el mes de enero tienen lugar las fiestas de las distintas cofradías así como de San Antón (los Sanantones).

### Antiguos oficios
Resinero
La vida del resinero se centraba en los meses de marzo a noviembre. En marzo se preparaba los árboles (pino negral) cortando la corteza para que el pino sudara, y se colocaba una chapa para que discurriera la resina, que iba a parar a un recipiente de barro. La primera cogida era en junio. Las gentes se pasaban en el monte varios días recogiendo la resina, viviendo en chozos, con camas de madera y colchones de paja, antes de la construcción de las casas forestales. La última recogida se hacía en noviembre, y toda la resina, una vez cogida, se guardaba en cubas.
Asociada a la actividad resinera estaba la de pezguero. Finalizada aquella, se procedía a la extracción de toconas y raíces de pino que se sometían a destilación bajo cocción en hornos de piedra y barro ubicados en desniveles y cercanías de fuentes (llamados Hornos de Pez o pegueras). En estos montículos se quemaban las teas ordenadas uniformemente, en una oquedad principal, haciendo discurrir la pez a través de otros accesos donde se trataba el producto final. La pez, o alquitrán, era utilizado en el calafateo de naves, impermeabilización de cueros y botas o marcado del ganado. Carlos IV estableció en el pueblo vecino de Quintanar la Real Fábrica de Betunes, en la que se daba destino y aplicación a estas producciones comunes en la Comarca. Esta actividad cayó en desuso con la llegada del petróleo y sus derivados.
Carretería
Uno de los oficios más comunes de las gentes de Canicosa y de toda la comarca, desde el siglo XV hasta su decadencia a finales del siglo XIX, fue la carretería, en especial el transporte de lana y madera. Pareja a la ganadería y a la explotación forestal, la carretería trajo la riqueza a la comarca pinariega. Canicosa formó parte de la Junta y Hermandad de Carreteros Burgos-Soria, dentro de la Cabaña Real de Carreteros del Reino, aportando una cantidad de carretas a esta asociación comercial y de transporte, siendo muy importante en el abastecimiento a Madrid y otras provincias.

### Festividades y eventos

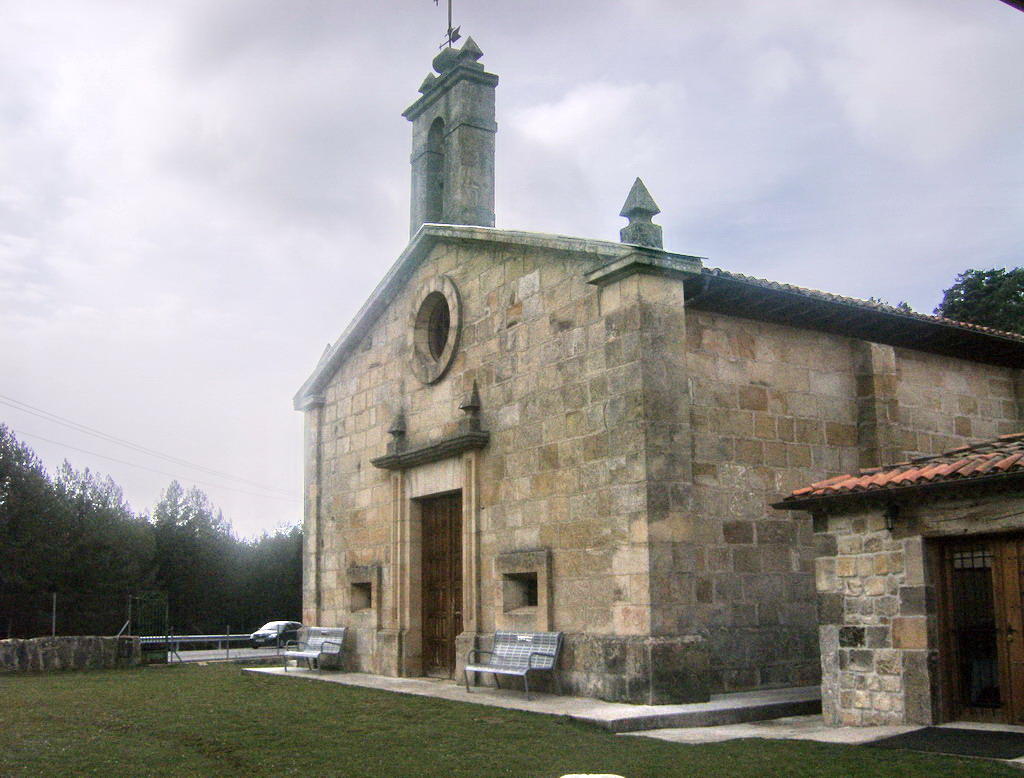
Ermita de Nuestra Señora de Revenga

A lo largo del año tienen lugar en Canicosa varios eventos festivos. Cronológicamente, en enero tienen lugar las fiestas de las cofradías, los llamados Sanantones, en las que la tradición manda hacer procesión, cena de hermandad y baile. El 17 de enero a San Antón, al que agradecen su intercesión, según la tradición, al sofocar un fuego que amenazaba el pueblo, el 20 de enero a San Sebastián, siendo la fiesta de la cofradía de San Sebastián, y el segundo domingo después de Reyes la fiesta de la cofradía del Dulce Nombre de Jesús.
Los actos que tienen lugar a lo largo de la Semana Santa de Canicosa son la procesión del Viacrucis, en la mañana del Viernes Santo, en la que se sacan las imágenes de la Virgen, el Cristo Atado a la Columna y la Verónica; el Entierro, en el cual se narran los romances de Lope de Vega sobre la Pasión en una tonadilla en la que un grupo recita un cuarteto, y otro grupo le responde, culminando en el Miserere, en latín, en el interior de la iglesia; y la limosna por el Manto de la Dolorosa, que tiene lugar antes de la misa de Resurrección, en la que la Dolorosa, cubierta con un manto, se encuentra con Jesús Resucitado. Después de tres reverencias, alguien pregunta: «¿Hay quien dé limosna por quitarle el manto a Nuestra Señora?». A continuación se lleva a cabo la puja, en la que quien ofrezca más tiene el honor de liberar a la Virgen del manto de dolor. En su día, los actos de la Semana Santa corrían a cargo de una de las cofradías, la de la Veracruz, actualmente desaparecida.
El último domingo del mes de mayo se celebra, en el comunero, la fiesta de la Virgen de Revenga, la cual se comparte con los otros pueblos que componen el comunero (Quintanar de la Sierra y Regumiel de la Sierra), encargándose de su organización rotativamente un pueblo cada año.

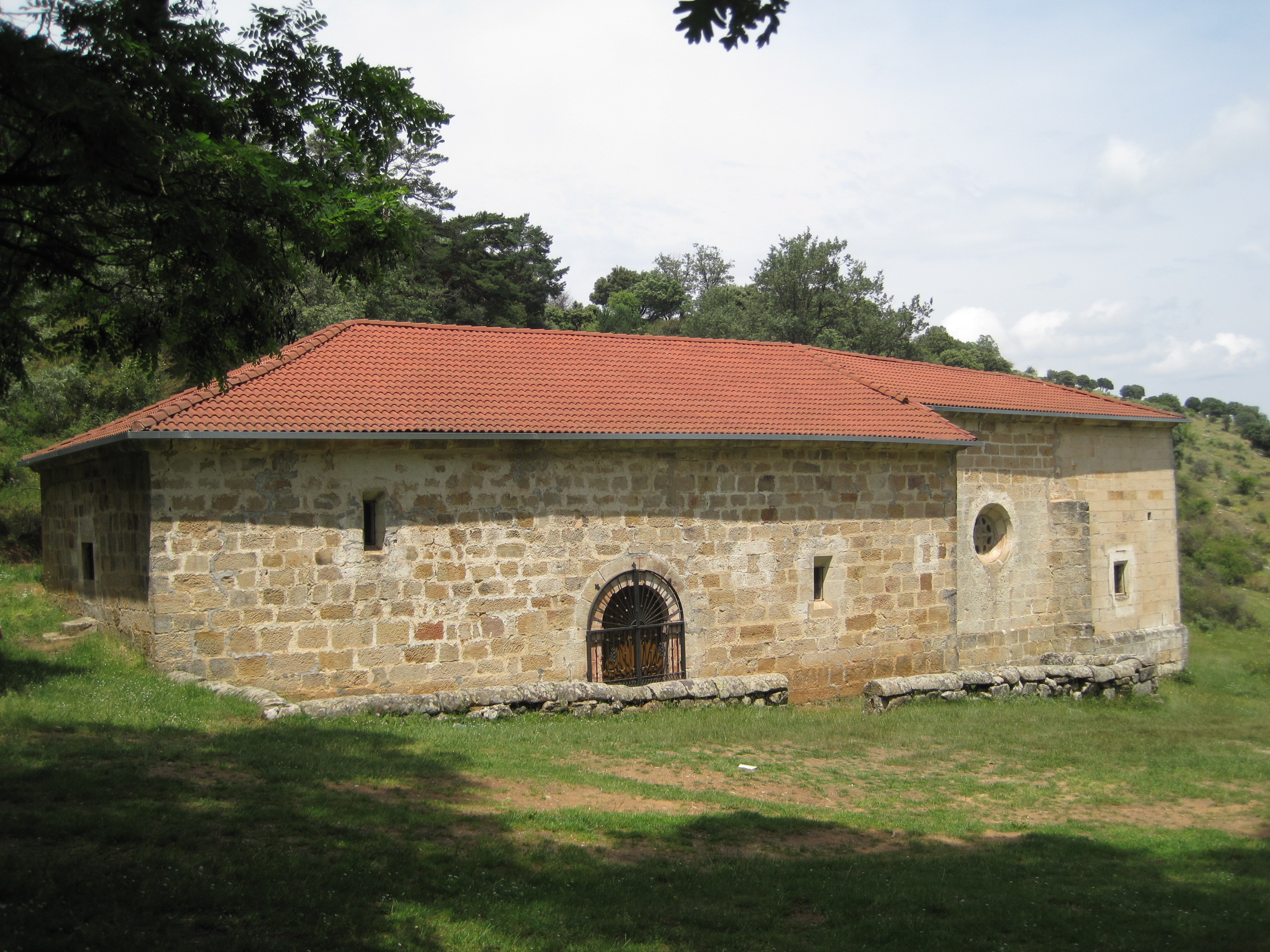
Ermita de la Virgen del Carrascal

Para terminar, a mediados de agosto tienen lugar las fiestas patronales de Canicosa, dedicadas a los titulares de las dos ermitas existentes, la Virgen del Carrascal y San Roque (15 y 16 de agosto). En ellas se pueden disfrutar de todo tipo de actividades: campeonatos de pelota, pasacalles, procesiones, carrozas, juegos tradicionales o actos de las peñas. 
Las fiestas comienzan con la ofrenda de flores a la Virgen del Carrascal, la Pingada del Mayo junto a la ermita de San Roque, el pregón, la coronación de los reyes de las fiestas y el desfile de carrozas. El día 15, rey y reina participan en un almuerzo popular tras el cual se visita la ermita del Carrascal para cantar misa a la Virgen, el día 16 se honra al santo con una misa y procesión que termina con la puja de limosnas por introducir al santo en su ermita y el día 17, el llamado de sanroquito, se celebra una misa y procesión en torno a la ermita de la Virgen, con la posterior subasta de bandos y subida al trono. A continuación se reparte entre los asistentes pan, queso y vino (el llamado Solaz) y se procede a la lectura del libro del Carrascal, nombrándose prior y mayordomos. Por último, se desciende hacia el pueblo, culminando en la plaza del ayuntamiento con los participantes bañados en agua y vino.

### Gastronomía
Entre los platos típicos que se pueden degustar en la zona están el Cordero asado, el Cordero lechal, el Ajo carretero, las Sopas de ajo, los Niscalos con jamón y los Cangrejos guiso.

### Deporte

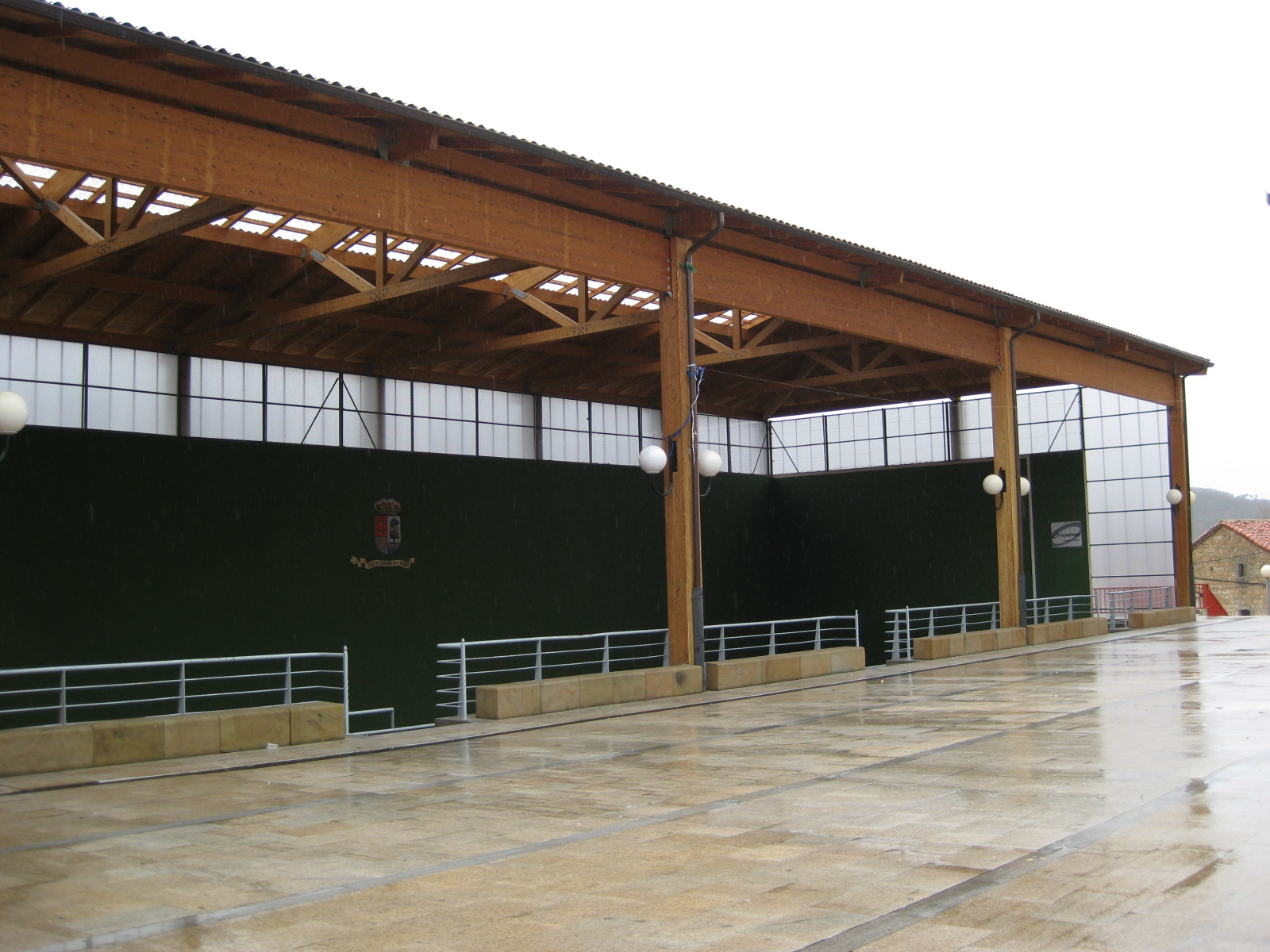
Vista del frontón de la localidad

Canicosa tuvo un equipo local de fútbol, el Canicosa C.F., el cual participó en la liga regular del trofeo de la diputación de Burgos. Como acontecimientos deportivos cabe señalar el RallySprint entre Navaleno y Canicosa, y el campeonato de pelota que se celebra en agosto, durante las fiestas patronales de la localidad.